# Niedersächsisches Ministerium für Ernährung, Landwirtschaft und Verbraucherschutz

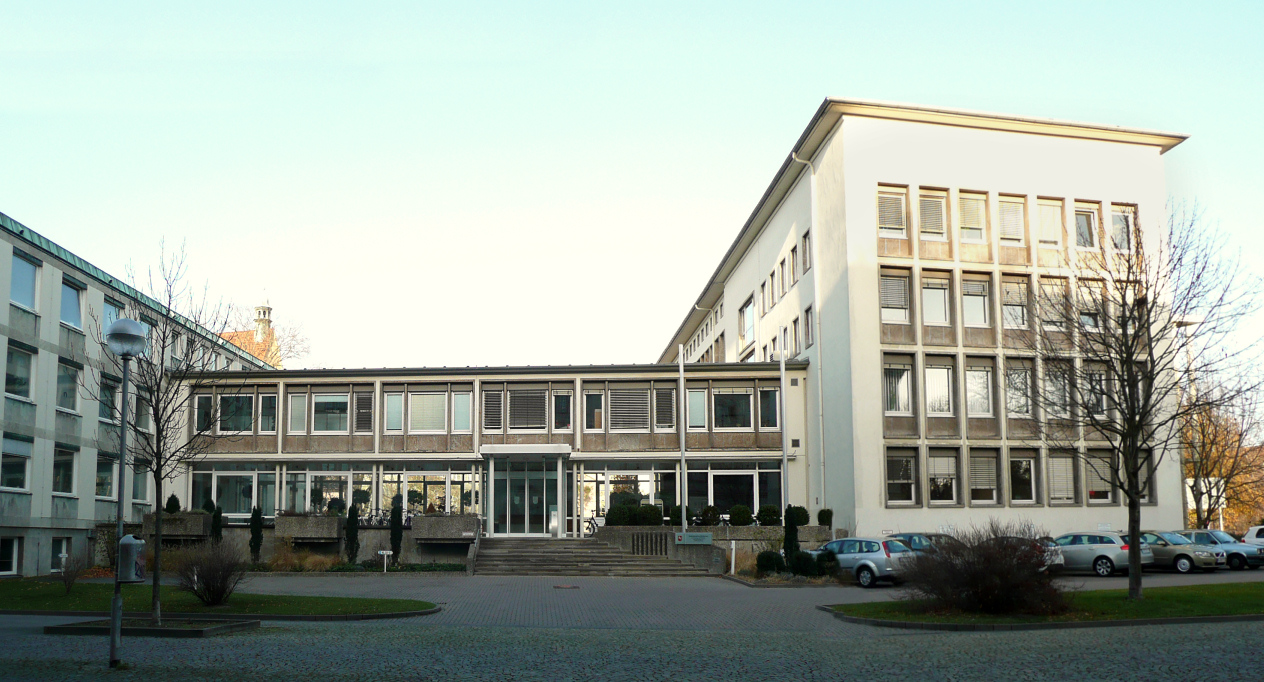
Eingang des Ministeriums an der Calenberger Straße

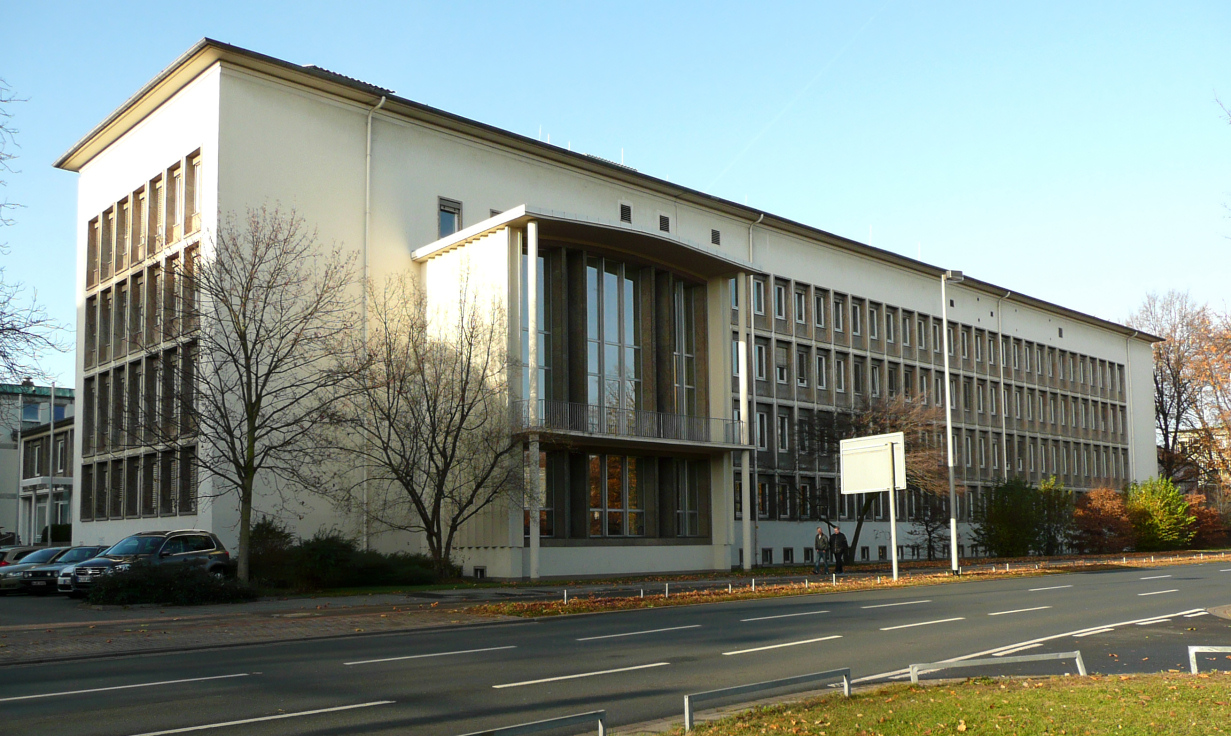
Ansicht vom Leibnizufer

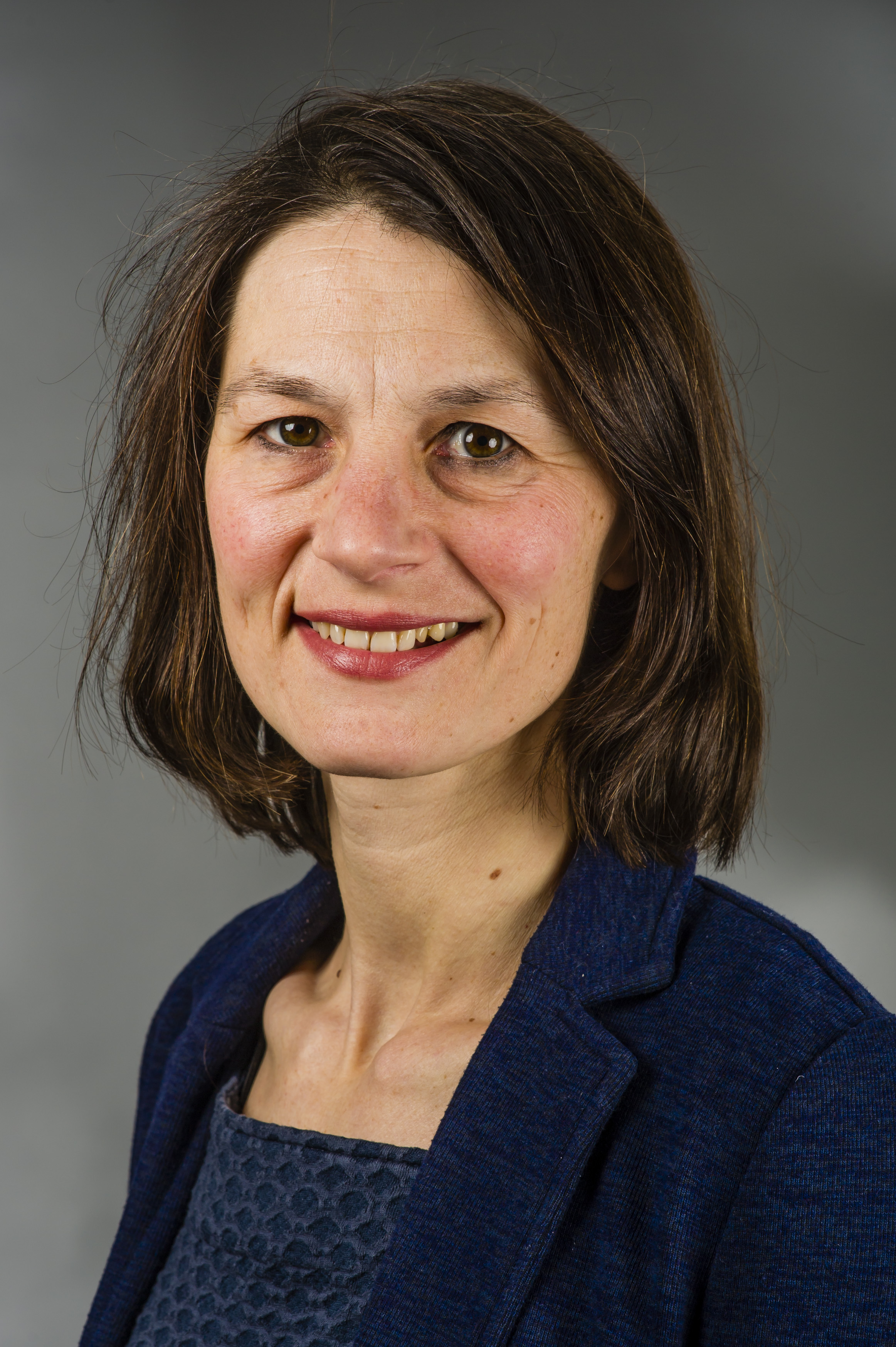
Ministerin Miriam Staudte, 2021

Das Niedersächsische Ministerium für Ernährung, Landwirtschaft und Verbraucherschutz ist eines von zehn Ministerien des Landes Niedersachsen. Es wurde 1947 als Niedersächsisches Ministerium für Ernährung, Landwirtschaft und Forsten eingerichtet und hat seinen Sitz an der Calenberger Straße in der Niedersächsischen Landeshauptstadt Hannover.
Geleitet wird das Ministerium seit November 2022 von Miriam Staudte (B’90/Grüne). Staatssekretärin ist Frauke Patzke. Eine vollständige Auflistung der bisherigen Minister für Landwirtschaft des Landes findet sich unter Liste der Landwirtschaftsminister von Niedersachsen.

## Aufgaben
Das Ministerium ist außer für Ernährung, Landwirtschaft und Verbraucherschutz auch für die Landesplanung und Raumordnung, die Forst- und Jagdwirtschaft und den Tierschutz zuständig. Beispielsweise gibt es das Landes-Raumordnungsprogramm Niedersachsen heraus.

## Organisation
Das Ministerium besteht neben dem Ministerbüro mit der Pressestelle aus vier Abteilungen:
- Abteilung 1: Ernährung, Landwirtschaft, Nachhaltigkeit
- Abteilung 2: Verbraucherschutz, Tiergesundheit, Tierschutz
- Abteilung 3: Raumordnung, Landentwicklung, Förderung
- Abteilung 4: Verwaltung, Recht, Forsten

## Gebäude
In der Nachkriegszeit wurde Anfang der 1950er Jahre das Hauptgebäude für das seinerzeitige Ministerium für Ernährung, Landwirtschaft und Forsten nach Plänen des Staatshochbauamtes im Jahr 1953 parallel zum Leibnizufer errichtet. Dabei gründete der Bau zunächst auf Frankiphälen.